# Estação Nationale
Nationale é uma estação da linha 6 do Metrô de Paris, localizada no 13.º arrondissement de Paris.

## Localização
Ela está em viaduto (estação elevada) no eixo do boulevard Vincent-Auriol, a leste da rue Nationale.

## História

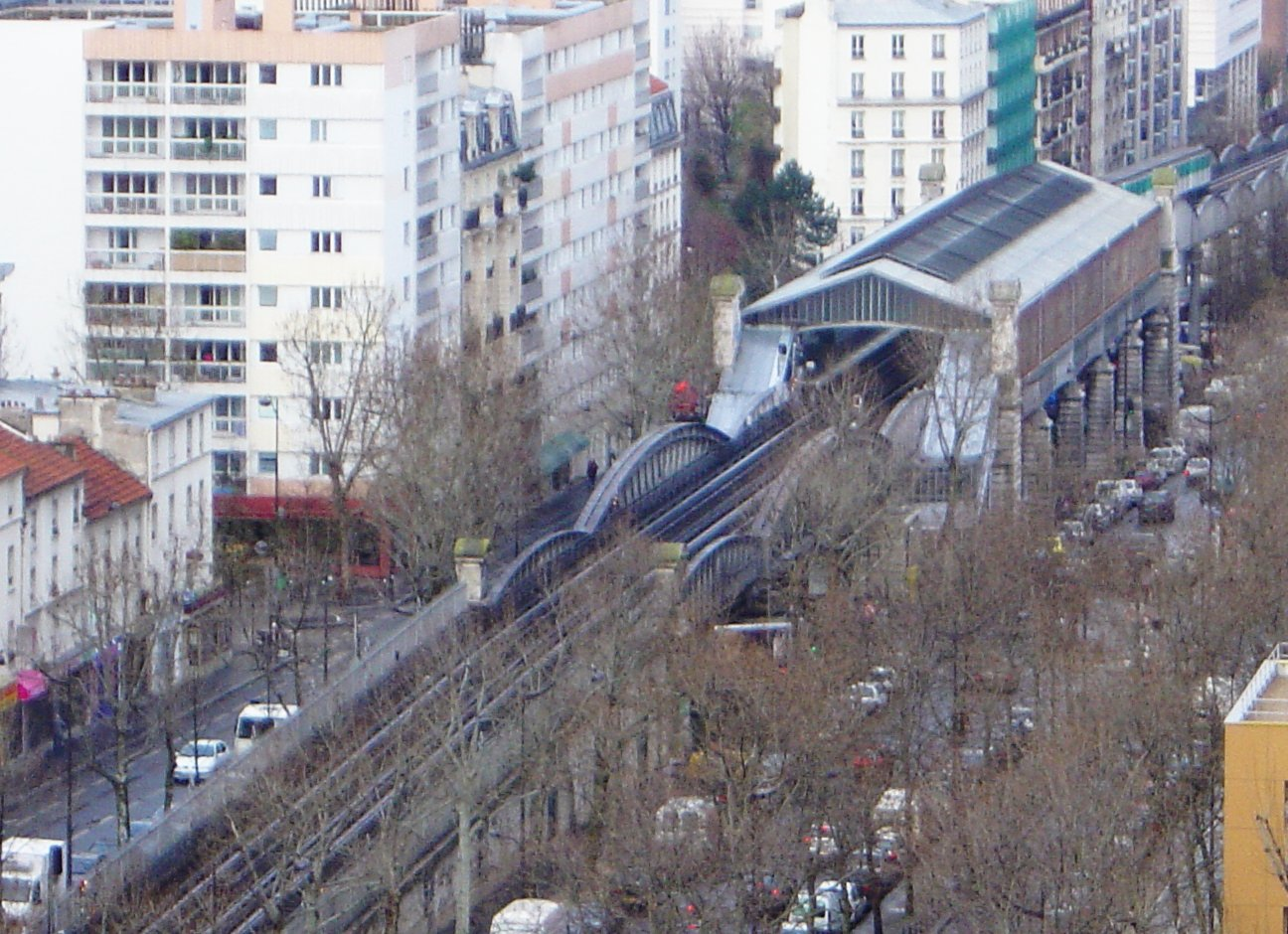
Vista aérea da estação

A estação foi aberta em 1 de março de 1909.
Ela leva o nome da rue Nationale, que presta homenagem à Guarda Nacional, uma milícia cívica burguesa criada durante a Revolução Francesa.
Em 2011, 2 626 967 passageiros entraram nesta estação. Ela viu entrar 2 710 907 passageiros em 2013, o que a coloca na 200ª posição das estações de metrô por sua frequência em 302.

## Serviços aos passageiros

### Acessos
A estação tem apenas um único acesso situado no terrapleno central do boulevard Vincent-Auriol, à direita dos números 124 e 143.

### Intermodalidade
A estação é servida pelas linhas 27 e 61 da rede de ônibus RATP e, à noite, pela linha N31 da rede Noctilien.